# The Foolishness of Jealousy
The Foolishness of Jealousy è un cortometraggio muto del 1911 diretto da Edwin R. Phillips.

## Produzione
Il film fu prodotto dalla Vitagraph Company of America.

## Distribuzione
Distribuito dalla General Film Company, il film - un cortometraggio in una bobina - uscì nelle sale cinematografiche USA il 23 ottobre 1911.